# Eleição presidencial do Brasil em 2018 no Ceará
A eleição presidencial de 2018 no Brasil foi realizada em dois turnos. O primeiro aconteceu em 7 de outubro de 2018, e o segundo em 28 de outubro de 2018. No Ceará, Ciro Gomes, Ex-Governador do estado, foi o mais votado no 1º turno pela 3º vez, o mesmo ganhou em 92 municípios, o mesmo número de municípios de seu adversário na corrida pelo 1º lugar no estado, Fernando Haddad, este que ficou apenas em 3º na capital Fortaleza, Jair Bolsonaro foi o mais votado em nenhum município em ambos os turnos e foi o estado de pior desempenho de Geraldo Alckmin.
Resultado para presidente no 1º Turno:
| Candidato                    | Votos     | Porcentagem |
| ---------------------------- | --------- | ----------- |
| Ciro Ferreira Gomes (PDT)    | 1.998.597 | 40,95%      |
| Fernando Haddad (PT)         | 1.616.492 | 33,12%      |
| Jair Messias Bolsonaro (PSL) | 1.061.075 | 21,74%      |

1. ↑  «Resultado TSE Presidente Ceará 2018 1t»